# Холиоук
Холиоук (на английски: Holyoke) е американски град и център на окръг Филипс, щата Колорадо. В града живеят 2215 души (по приблизителна оценка от 2017 г.).

## Природа
Географските координати на Холиоук са 40°34'55 северна ширина и 102°18'4 западна дължина.
Според американското бюро по преброяването, градът заема 4,5 км&sup2 (1,7 мили&sup2). 4,5 км&sup2 от площта на Холиоук е заета от суша и няма водни басейни.

## Население
Според данните от преброяването за 2000 г., в Холиоук живеят 2261 души, 896 домакинства и 594 семейства. Гъстотата на населението е 501 км2 (1300,3мили2). Има 980 жилищни единици на средна гъстота 217,5 км2 (536,6 мили2). Расовият състав на селището е следният: 89,61% бели, 0,04% негри, 0,31% индианци, 0,57% азиатци, 0,00% тихоокеански островитяни, 8,09% от други раси, и 1,37% от две или повече раси. 20,39% от населението са хората с испански или латиноамерикански произход, които са от която и да е раса.
В Холиоук има 896 домакинства, от които в 34,4% има деца под 18 години, в 57,9% от случаите в тях живеят женени двойки, в 6,3% от случаите има домакиня без присъстващ съпруг, а в 33,7% от домакинствата не живеят семейства. В 30,6% от домакинствата живее само един човек, а в 16,0% от случаите 65-годишни и по-възрастни живеят сами. Средният брой на живущите в едно домакинство е 2,47, а средният брой на членовете на едно семейство – 3,11
В града 28,3% са под 18 години, 6,4% са между 18 и 24 години, 26,6% са между 25 и 44 години, 20,1% са между 45 и 64 години и 18,7% са на 65 години или нагоре. Средната възраст е 38 години. На всеки 100 жени се падат по 90,2 мъже. На всеки 100 жени на възраст над 18 години се падат 86,7 мъже.
Средните доходи на домакинство са $30 984, а средните доходи на семейство са $36 970 Мъжете печелят средно по $30 500, докато жените взимат по $17 455 Доходите на глава от града са $15 697. 14,6% от населението и 12,0% от семействата са в крайна нужда от пари. От всичките хора в Холиоук, които живеят в бедност, 21,1% са на възраст под 18 години, а 8,4% са на 65 години или повече.